# 黎真宗
黎真宗（越南语：／；1630年—1649年10月2日（福泰七年八月二十六）），名黎维祐（越南语：／），別名黎维禔，越南后黎朝第十九代皇帝，1643年—1649年在位。

## 生平
他是黎神宗的长子。1643年，郑梉胁迫黎神宗禅位给儿子黎维祐，黎维祐即皇帝位于勤政殿，改元「福泰」，是为黎真宗。福泰六年（1648年），郑梉挟持黎真宗南下讨伐阮主，在长育垒大败，御林军（郑军）损失惨重，福泰七年（1649年）黎真宗死去（有些人认为黎真宗之死是这场战役所导致），葬于花浦陵，其父黎神宗复位。

## 評價
《大越史記全書》:「帝天性沉潛，寬容博厚，有人君之德，六七載間，歲比豐稔，使其天假之年，則漢文富庶之效，同得美稱矣。」

## 後宮
- 芳慈皇后鄭氏玉檍，清都王鄭梉之女[4]